# Labastide-de-Lévis
Labastide-de-Lévis is een gemeente in het Franse departement Tarn (regio Occitanie) en telt 941 inwoners (2005). De plaats maakt deel uit van het arrondissement Albi.

## Geografie
De oppervlakte van Labastide-de-Lévis bedraagt 14,2 km², de bevolkingsdichtheid is 66,3 inwoners per km².
De onderstaande kaart toont de ligging van Labastide-de-Lévis met de belangrijkste infrastructuur en aangrenzende gemeenten.

## Demografie
Onderstaande figuur toont het verloop van het inwonertal (bron: INSEE-tellingen).